# Hirschwald
Hirschwald – dawny obszar wolny administracyjnie (gemeindefreies Gebiet) w Niemczech w kraju związkowym Bawaria, w rejencji Górny Palatynat, w regionie Oberpfalz-Nord, w powiecie Amberg-Sulzbach. Obszar był niezamieszkany. 
1 września 2015 obszar został rozwiązany a jego teren włączono do następujących gmin: Ursensollen (3 km²), Hohenburg (2,2 km²), Kümmersbruck (1,9 km²), Ensdorf (12,5 km²).